# Deutsch-Französisches Forschungsinstitut Saint-Louis
Das Deutsch-Französische Forschungsinstitut Saint-Louis, französisch Institut franco-allemand de recherches de Saint-Louis (ISL), ist ein binationales Institut für Sicherheits- und Verteidigungsforschung im elsässischen Saint-Louis mit je einem französischen und einem deutschen Direktor.
Das Institut, das heute rund 400 Mitarbeiter beschäftigt, verfügt über Fachwissen in den Bereichen Detonik, Ballistik, Hochgeschwindigkeitsmessung, Sensoren, Akustik, Laser, Nanopartikel und improvisierten Sprengvorrichtungen. Es ist Inhaber zahlreicher Patente und vergibt weltweit Lizenzen. Gegründet wurde es – in seiner binationalen Form – über ein deutsch-französisches Abkommen, das am 31. März 1958 unterzeichnet und am 17. Juni 1959 ratifiziert wurde.

## Gründung
Gegen Ende des Zweiten Weltkrieges im Frühjahr 1945 stieg bei den Siegermächten das Interesse, sich das Wissen deutscher Wissenschaftler zu Nutze zu machen und diese für die eigenen Regierungen forschen zu lassen. Frankreich fokussierte sich besonders auf die deutschen Ballistiker aus dem Forschungsinstitut der Technischen Akademie der Luftwaffe im süddeutschen Biberach an der Riß (ursprünglich in Berlin, während des Krieges ausgelagert) unter der Leitung von Hubert Schardin. Dieser hatte sich in den Jahren zuvor als Doktorand bei Carl Cranz umfangreiche Kenntnisse im Bereich der Kurzzeitphysik angeeignet. 1945 galten Schardin und sein Mitarbeiterstab mit dem Wissen über das Erfassen schneller Vorgänge durch Fotografie und Kinematographie mit Hilfe elektrischer Funken sowie der Entwicklung der Sprengstoffhohlladung als weltweit führend.
Als im April 1945 französische Truppen unter Kommandant Lutz in Biberach einrückten, war zunächst nur vorgesehen, die Apparate und technischen Gegenstände aus dem deutschen Institut zu beschlagnahmen, allen voran die Funkenzeitlupenkamera, das wichtigste Messinstrument der deutschen Ballistiker. In den folgenden Tagen gelangte auch das amerikanische Militär unter der Leitung von Colonel Leslie E. Simon vom Ballistic Research Laboratory, Aberdeen Proving Ground, zu Schardins Labor. Er bot ihm und sieben seiner Mitarbeiter an, sich sofort in den USA niederzulassen, um dort forschend tätig zu werden. Schardin lehnte zunächst ab, weil er seine Forschungsgruppe nicht zersplittern wollte. Als die französischen Verantwortlichen von dem Interesse der Amerikaner an Schardins Gruppe erfuhren, machten auch sie ihm am 1. Juni 1945 das Angebot, für die französische Regierung in dem Laboratoire Central de l’Armement (LCA) in Versailles bei Paris zu arbeiten. Schardin, zehn seiner Mitarbeiter und mehrere Hilfskräfte nahmen an.
Eine Ansiedlung deutscher Wissenschaftler in Paris wurde allerdings – weniger als ein Jahr nach dem Abzug der deutschen Besatzungstruppen aus der französischen Hauptstadt – von der französischen Regierung als politisch bedenklich angesehen. Deshalb sollte der künftige Forschungssitz für die deutschen Ballistiker weit weg von Paris verlegt werden. Daraufhin wurden im elsässischen Saint-Louis, im Dreiländereck Deutschland/Frankreich/Schweiz, ein ehemaliges Fabrikgelände als Forschungssitz ausgewählt und ein Labor errichtet. Am 1. August 1945, zwölf Wochen nach der Kapitulation Deutschlands, begannen 32 deutsche Wissenschaftler in dem Institut in Saint-Louis für die französische Regierung zu arbeiten. Direktor des Instituts wurde der französische General Robert Cassagnou. Aus den damaligen Arbeitsverträgen mit den deutschen Wissenschaftlern geht hervor, dass die französische Regierung hauptsächlich daran interessiert war, das Know-how der deutschen Forscher ausschließlich für die eigene nationale Entwicklung in der Ballistik zu nutzen.

„Was die wissenschaftlichen Ergebnisse betrifft, so ist es völlig unerheblich, wo wir arbeiten, wenn wir nur die Möglichkeit und die Mittel bekommen. Es gibt weder eine speziell deutsche Physik, noch eine speziell französische“

Schardin und die weiteren deutschen Wissenschaftler zogen im Sommer 1945 mit ihren Familien in das dem Institut nahe gelegene deutsche Weil am Rhein. Der etwa 20-minütige Transport von der deutschen Seite zum Arbeitsort in Frankreich wurde mit einem verplombten Bus ermöglicht. Die plötzliche Aufnahme der deutschen Wissenschaftler in Weil am Rhein wurde in der Gemeinde zunächst skeptisch beurteilt, da sie den bis dahin knappen Wohnraum beanspruchten, doppelte Nahrungsrationen bekamen und in französischen Läden (wo es ein breiteres Warenangebot als auf dem freien Markt gab) einkaufen konnten; sie erweckten dadurch den Eindruck einer geschlossenen Gesellschaft.
Obwohl das Institut am Standort Saint-Louis zunächst nur als Provisorium gedacht war, wurden die Forschungstätigkeiten dort in den folgenden Jahren immer weiter ausgebaut, und es etablierte sich aufgrund der hohen Qualität der Arbeiten und der Motivation der Mitarbeiter und führte zu weiteren Investitionen.
Zu den deutschen Wissenschaftlern in den Anfangsjahren des Instituts gehörten unter anderem Hugo Neuert, Ewald Fünfer, Richard Emil Kutterer, Robert Sauer und Theodor Fromme. Ihnen bot sich im Elsass zu diesem Zeitpunkt die Möglichkeit, auf kernphysikalischem Gebiet zu arbeiten; in Deutschland waren vergleichbare Forschungseinrichtungen bis 1955 verboten.

## Binationaler Gründungsvertrag
Als in Deutschland ab Mitte der 1950er-Jahre die Bundeswehr aufgebaut wurde, sollte auch die Verteidigungsforschung weiterentwickelt werden. Die junge Bundesrepublik war darauf bedacht, künftig für ihre eigene militärische Sicherheit zu sorgen, und benötigte daher Spezialisten aus der Verteidigungsforschung. Zu diesem Zeitpunkt waren jedoch die in der Forschung führenden deutschen Ballistiker fast ausschließlich für das französische Verteidigungsministerium tätig. Es war daher angedacht, die deutschen Forscher u. a. auch aus dem ISL abzuwerben, um sie in deutschen Forschungseinrichtungen anzustellen. Frankreich war jedoch nicht bereit, seinen Einfluss auf das Institut aufzugeben und den drohenden Verlust wichtiger Forscher hinzunehmen. Zudem wollte Schardin selbst das ISL nicht verlassen.
Nachdem sich 1954 die Bundesrepublik Deutschland den NATO-Mitgliedsstaaten eingegliedert hatte, kam bei Schardin und Cassagnou der Wunsch auf, die Erkenntnisse und die Forschungsarbeiten des ISL künftig auch der deutschen Wissenschaft zur Verfügung stellen zu können. Sie schlugen vor, es in eine binationale Einrichtung umzuwandeln. Daraufhin wurde 1955 im Bundesministerium der Verteidigung eine deutsch-französische Kommission gegründet, um eine solche binationale Leitung zu planen. Hintergrund war auch das Bestreben beider Staaten, den Aufbau nationaler Partnerschaften in Westeuropa voranzutreiben.
Am 31. März 1958 wurde – nach zweijährigen Verhandlungen – zwischen den Regierungen von Deutschland und Frankreich ein Abkommen geschlossen, mit dem das Institut unter dem Namen Deutsch-Französisches Forschungsinstitut Saint-Louis ISL seine Tätigkeit unter der Federführung beider Staaten ab dem 22. Juni 1959 aufnehmen konnte. Die Verteidigungsminister Jacques Chaban-Delmas und Franz Josef Strauß unterschrieben den Vertrag in Saint-Louis. Hubert Schardin wurde zum deutschen, General Cassagnou zum französischen Direktor des ISL ernannt. Rechtlich wurde das Institut zum Teil auf einem einzigartigen System binationaler Vorschriften aufgebaut, die heute noch gelten: das Arbeitsrecht wurde durch ein hauseigenes Personalstatut ersetzt; der Haushalt muss von beiden Regierungen genehmigt werden, während sich das Baurecht nach französischem Recht richtet.
Nach der Gründung, die auch als ein Grundstein für die deutsch-französischen Beziehungen angesehen werden kann, stieg die Personalstärke innerhalb von zehn Jahren auf 460 Mitarbeiter beider Nationalitäten an.
Die Forschungsarbeit konzentrierte sich auf die Wehrtechnik in den Bereichen Hohlladungsgeschosse und Panzerabwehrraketen. Eine der erfolgreichsten Entwicklungen war die Herstellung der drahtgelenkten Panzerabwehrrakete ENTAC.
Nachdem Schardin 1964 als Leiter der Abteilung Wehrtechnik in das Bundesministerium der Verteidigung berufen worden war, starb er ein Jahr später. Cassagnou, der während der Jahre der Zusammenarbeit eine Freundschaft mit Schardin aufgebaut hatte, war im selben Jahr in den Ruhestand gegangen.

## Entwicklung bis heute
In den 1970er-Jahren bestimmten die Grundlagenforschung und die angewandte Wissenschaft die wissenschaftliche Arbeit. Laserimpulstechnik kam zum Einsatz, die Holografie wurde weiterentwickelt. In den 1980er-Jahren wurde im Bereich Panzerschutz und Panzerdurchschlag geforscht und die elektromagnetische Kanone weiterentwickelt. 1992 wurde ein großer Windkanal in Betrieb genommen, in dem ein permanenter Luftstrom von Mach 4,4 erzeugt werden kann.
Um den Beginn des 21. Jahrhunderts nahm das Institut eine neue Strategie mit Schwerpunkt auf Anwendungen für den Schutz vor Terrorismus an. Auch verfügt das ISL über große Verträge mit der französischen und der US-amerikanischen Armee. Letztere interessiert sich auch für eine Zusammenarbeit im Bereich der elektrischen Kanone. Mit den beiden multinationalen Forschungsprojekten PILUM und THEMA setzte das ISL die Forschung an Railguns fort.

## Direktoren des ISL
| #  | Name                  | Dauer     |
| -- | --------------------- | --------- |
| 1  | Hubert Schardin       | 1958–1964 |
| 2  | Richard Emil Kutterer | 1965–1969 |
| 3  | Rudi Schall           | 1969–1979 |
| 4  | Ulrich Vogel          | 1979–1989 |
| 5  | Hans Schulte          | 1989–1998 |
| 6  | Hermann Sitterberg    | 1998–2003 |
| 7  | Volker Schmitt        | 2004–2007 |
| 8  | Michael Weiand        | 2007–2010 |
| 9  | Wolfgang Förster      | 2010–2014 |
| 10 | Thomas Czirwitzky     | 2014–2021 |
| 11 | Bernd Fischer (i. V.) | 2021–2021 |
| 12 | Michael Meinl         | 2021–     |

| # | Name                    | Dauer     |
| - | ----------------------- | --------- |
| 1 | Robert Cassagnou        | 1945–1965 |
| 2 | Andre Auriol            | 1965–1978 |
| 3 | Pierre Thevenin         | 1978–1984 |
| 4 | Maurice Meunier         | 1984–1995 |
| 5 | Jean-Yves De Longeville | 1998–2002 |
| 6 | Dominique Litaise       | 2002–2006 |
| 7 | Alain Pique             | 2006–2010 |
| 8 | Christian de Villemagne | 2010–     |